# Мийонариос
Мийонариос (на испански: Millonarios) е колумбийски футболен отбор от столицата Богота. Създаден на 18 юни 1946 г., той е един от най-популярните отбори в страната. Заедно с Атлетико Насионал е рекордьор по брой спечелени шампионски титли – 14, а заедно с Атлетико Насионал и Индепендиенте Санта Фе е сред отборите, които не са пропуснали сезон на Категория Примера А от създаването ѝ през 1948 г. Мийонариос е третият колумбийски отбор след Атлетико Насионал и Америка де Кали, който печели един от южноамериканските клубни турнири – Копа Мерконорте през 2001 г.

## История
В днешния си вид Мийонариос е създаден през 1946 г., но корените му могат да бъдат проследени до основания от ученици от училищата Колехио Сан Бартоломе и Институто Ла Сале през 1937 г. Депортиво Мунисипал.
Златната ера на Мийонариос е в началото на 50-те години на 20 век. Тогава е един от най-силните периоди на отбора с четири шампионски титли, едно второ място, една спечелена и един финал за Купата на Колумбия само в рамките на пет години. По това време Мийонариос се възползва по най-добрия начин от стачката на футболистите в Аржентина – президента на тима Алфонсо Сениор Кеведо знае, че тези футболисти не само търсят по-голямо възнаграждение, но също така горят от желание отново да играят мачове и пръв се досеща, че прекъснатите по-рано взаимоотношения между Димайор, федерацията, която администрира първенството на Колумбия, и ФИФА означава, че правилата на ФИФА – най-вече тези за трансферите на футболисти – не важат за отбори от Димайор и те могат да подписват с играчи без да е нужно разрешение от техните отбори. Освен това привличането на футболисти без трансферна сума дава възможност на президентите да предлагат по-висока заплата и пари на ръка при сключване на договора. През лятото на 1949 г. той изпраща треньора на отбора Карлос Алдабе в Аржентина със задачата да доведе някой от именитите аржентински играчи. Той се връща с не когото и да е, а с Адолфо Педернера, звездата в нападението на Ривър Плейт, което по това време носи прозвището Машината. Педернера получава месечна заплата от 500 щатски долара и 5000 бонус при подписването на договора, но това е нищо в сравнение на приходите, които се очакват да бъдат генерирани от неговото привличане. По думите на Алфонсо Сениор, само за да присъстват на официалното представяне на играча, феновете плащат общо 18000 долара – това е седем пъти повече от приходите от билети за един мач на отбора. Освен Педернера, Мийонариос привлича още аржентински звезди от ранга на Алфредо ди Стефано, Хулио Коци и Нестор Роси, както и играчи от Великобритания. През тези години отборът става известен като Синият балет. Мийонариос става първият отбор от страната, който печели мач срещу аржентински отбор (3:1 срещу Расинг Клуб през 1951 г.), както и първият, спечелил мач на европейска почва (4:2 срещу Реал Мадрид на Сантяго Бернабеу през 1952 г.). Отборът има още гастроли в Европа и заради тях получава прозвището Посланиците. Краят на известната като „Ел Дорадо“ златна ера на колумбийския футбол обаче е предопределен през 1951 г., когато ФИФА и Димайор подписват т. нар. Пакт от Лима, по силата на който колумбийските отбори се задължават да върнат изкушените от тях чуждестранни играчи на предишните им клубове, но чак най-късно до октомври 1954 г., а Димайор излиза от нелегалност.
Само няколко години след края на златната ера на Мийонариос следва нов период на доминация, през който отборът печели пет шампионски титли и една Купа на Колумбия и играе полуфинал за Копа Либертадорес за шест години между 1959 и 1964 г. През 70-те и 80-те години Мийонариос печели по две титли на десетилетие, както и общо три втори места и отново стига до два полуфинала на Копа Либертадорес. Следващите години са сравнително слаби за отбора – включително и във финансово отношение, и въпреки спечелването на Копа Мерконорте през 2001 г., единствените успехи на домашна сцена са двете втори места през 90-те. През новия век финансовото състояние леко се стабилизира, но в крайна сметка отборът обявява банкрут и впоследствие е закупен от дружеството Асул & Бланко, състоящо се от около 4000 фена. С възстановяването на финансовата обезпеченост се завръщат и успехите – първо през 2011 г. е спечелена Купата на Колумбия, а през 2012 – и първата шампионска титла от 1988 г. насам.

## Дербита
Класико боготано или Класико капитолано се нарича дербито между Индепендиенте Санта Фе и Мийонариос – и двата отбора от Богота се смятат за най-големите тимове в страната. Това е единственото регионално дерби, което се е състояло във всички сезони на Категория Примера А. До края на 2014 г. дербито се е играло 296 пъти, като Мийонариос има категоричен превес – 112 победи срещу 81 загуби и 103 равенства.
Мачовете между Мийонариос и Атлетико Насионал добива популярност като Дерби на най-многото звезди – заради факта, че двата тима са с най-много шампионски титли, а звездите символизират броя на титлите. Тук Мийонариос също доминира – 102 победи, 84 равенства и 75 загуби в 261 срещи до средата на 2014 г.
Допреди няколко години, преди Атлетико Насионал да спечели общо седем купи и да задмине по този показател Америка де Кали, за дерби между най-успешните колумбийски отбори се смятат мачовете между Мийонариос и Америка де Кали. От 2011 г. двата тима могат обаче да се срещнат само за купата на страната, тъй като оттогава Америка играе във втора дивизия. За ъпрвенство двата отбора са играли общо 235 пъти, а Мийонариос има 93 победи, 66 равенства и 76 загуби, на другия полюс са срещите в международните турнири, където от шест мача Америка има три победи и три равенства.
Старото дерби се наричат мачовете между Мийонариос и Депортиво Кали и това е вероятно най-старото футболно дерби в Колумбия. Двата тима са се изправяли един срещу друг във финален мач за титлата цели десет пъти – през 1949, 1959, 1961, 1962, 1963, 1967, 1969, 1972, 1978 и 1995/1996, като седем пъти ликува Мийонариос. Към края на 2014 г. отборите имат 253 мача помежду си за първенство – 87 победи за Мийонариос, 69 равенства и 97 победи за Депортиво Кали. За Копа Либертадорес има осем мача – по три победи за Мийонариос и равенства и две победи за Депортиво.

## Играчи

### Настоящ състав
| №             | Нац.    | Играч                 | Роден             | Последен отбор           |
| Вратари       | Вратари | Вратари               | Вратари           | Вратари                  |
| ------------- | ------- | --------------------- | ----------------- | ------------------------ |
| 1             |         | Нелсон Фернандо Рамос | 23 ноември 1981   | Америка де Кали          |
| 12            |         | Браян Силва           | 4 септември 1997  | юноша на отбора          |
| 31            |         | Луис Енрике Делгадо   | 26 октомври 1980  | Реал Картахена           |
| Защитници     |         |                       |                   |                          |
| 2             |         | Стивен Вега           | 22 май 1998       | юноша на отбора          |
| 3             |         | Освалдо Енрикес       | 11 март 1989      | юноша на отбора          |
| 5             |         | Андрес Кадавид        | 28 декември 1985  | Енвигадо                 |
| 6             |         | Луис Ернан Москера    | 25 май 1989       | юноша на отбора          |
| 23            |         | Люис Очоа             | 4 септември 1984  | Индепендиенте Меделин    |
| 24            |         | Габриел Диас Рико     | 28 януари 1996    | юноша на отбора          |
| 28            |         | Алекс Диас            | 13 януари 1989    | Америка де Кали          |
| 29            |         | Роман Торес           | 20 март 1986      | Ла Екидад                |
|               |         | Хеферсон Херера       | 20 юли 1992       | юноша на отбора          |
| Полузащитници |         |                       |                   |                          |
| 4             |         | Даниел Торес          | 28 юни 1993       | юноша на отбора          |
| 8             |         | Рафаел Робайо         | 24 април 1984     | Чикаго Файър             |
| 10            |         | Майер Кандело         | 20 февруари 1977  | Универсидад Сесар Вайехо |
| 11            |         | Даулинг Леудо         | 24 юли 1989       | Ла Екидад                |
| 17            |         | Омар Васкес           | 15 август 1989    | Делфинес                 |
| 18            |         | Хавиер Рейна          | 4 януари 1989     | Клуб Олимпо              |
| 21            |         | Хуан Себастиан Ортис  | 29 август 1987    | Индепендиенте Меделин    |
| 22            |         | Фабиан Варгас         | 17 април 1980     | Барселона                |
| 26            |         | Серхио Вияреал        | 29 януари 1995    | юноша на отбора          |
| 27            |         | Кристиан Аларкон      | 29 май 1992       | юноша на отбора          |
| Нападатели    |         |                       |                   |                          |
| 7             |         | Юбер Асприя           | 12 ноември 1982   | юноша на отбора          |
| 9             |         | Себастиан Пинто       | 5 февруари 1986   | Бурсаспор                |
| 16            |         | Андерсон Плата        | 8 ноември 1990    | Теджън Ситизен           |
| 20            |         | Фернандо Урибе        | 1 януари 1988     | Атлетико Насионал        |
| 25            |         | Анди Поло             | 29 септември 1994 | Интер                    |
| 32            |         | Джонатан Агудело      | 17 декември 1992  | юноша на отбора          |

### Известни бивши играчи
- Адолфо Педернера
- Алехандро Сичеро
- Алфредо ди Стефано
- Алфредо Кастийо
- Амадео Карисо
- Арнолдо Игуаран
- Бонер Москера
- Вилингтон Ортис
- Габриел Очоа Урибе
- Драгослав Шекуларац
- Карлос Валдерама
- Модест М'бами
- Нестор Роси
- Оскар Кордоба
- Рамон Алберто Вияверде
- Рафаел Дудамел
- Рене Игита
- Себастиан Ернандес
- Серхио Гойкочеа
- Хосе Ван Туйне
- Хуан Хилберто Фунес

## Успехи
Национални
- Категория Примера А:
  - Шампион (15): 1949, 1951, 1952, 1953, 1959, 1961, 1962, 1963, 1964, 1972, 1978, 1987, 1988, 2012, 2017 Ф
  - Вицешампион (9): 1950, 1956, 1958, 1967, 1973, 1975, 1984, 1994, 1995/1996
  - Трето място (10): 1965, 1968, 1969, 1971, 1976, 1977, 19812, 1985, 1986, 2014 А
- Купа на Колумбия:
  - Носител (4): 1952/1953, 1962/1963, 2011
  - Финалист (1): 1951/1952, 2013

Международни
- Копа Мерконорте:
  - Носител (1): 2001
  - Финалист (1): 2000
  - Полуфиналист (1): 1998
- Копа Либертадорес:
  - Полуфиналист (3): 1960, 1973, 1974
- Копа Судамерикана:
  - Полуфиналист (2): 2007, 2012

## Рекорди
- Най-голяма победа за първенство и купа: 8:1 срещу Депортес Толима, 7 юли 1963
- Най-голяма победа в международни турнири: 6:0 срещу Универсидад де Чиле, 19 април 1960
- Най-голяма загуба за първенство и купа: 7:3 срещу Индепендиенте Санта Фе, 23 февруари 1992
- Най-голяма загуба в международни турнири: 6:0 срещу Насионал Монтевидео, 15 юли 1988
- Най-много мачове за първенство: Бонер Москера – 524
- Най-много голове за първенство: Алфредо Кастийо – 133
- Най-много минути без допуснат гол: Отониел Кинтана – 1024 (национален рекорд)
- Най-много поредни мачове без загуба: 29 – 1999 г. (национален рекорд)

### Футболисти с най-много мачове за първенство
| Място | Име                         | Мачове | Години                   |
| ----- | --------------------------- | ------ | ------------------------ |
| 1     | Бонер Москера               | 524    | 1992 – 2000, 2002 – 2006 |
| 2     | Алехандро Бранд             | 385    | 1969 – 1982              |
| 3     | Хулио Едгар Гавирия         | 382    | 1968 – 1977              |
| 4     | Еуклидес Гонсалес           | 369    | 1971 – 1981              |
| 5     | Алонсо Лопес                | 347    | 1974 – 1980, 1981 – 1985 |
| 6     | Арнолдо Игуаран             | 341    | 1983 – 1991, 1993 – 1995 |
| 7     | Мигел Аугусто Принсе        | 323    | 1980 – 1988              |
| 8     | Херман Гутиерес де Пиниерес | 314    | 1978 – 1990              |
| 9     | Артуро Сеговия              | 309    | 1972 – 1979              |
| 10    | Вилингтон Ортис             | 306    | 1972 – 1979              |

### Футболисти с най-много голове за първенство
| Място | Име                  | Голове | Години                   |
| ----- | -------------------- | ------ | ------------------------ |
| 1     | Алфредо Кастийо      | 133    | 1948 – 1957              |
| 2     | Арнолдо Игуаран      | 121    | 1983 – 1991, 1993 – 1995 |
| 3     | Алфредо ди Стефано   | 96     | 1949 – 1952              |
| „     | Марино Клингер       | 96     | 1957 – 1966              |
| 5     | Алехандро Бранд      | 91     | 1969 – 1982              |
| 6     | Вилингтон Ортис      | 90     | 1972 – 1979              |
| 7     | Хосе Мария Фереро    | 85     | 1967 – 1969              |
| “     | Мигел Анхел Конверти | 85     | 1975 – 1977              |
| 9     | Хайме Морон          | 82     | 1971 – 1974, 1977 – 1982 |
| 10    | Хуан Хосе Иригойен   | 80     | 1977 – 1979              |